# Parapenaeon brevicoxalis
Parapenaeon brevicoxalis is een pissebed uit de familie Bopyridae. De wetenschappelijke naam van de soort is voor het eerst geldig gepubliceerd in 1981 door Bourdon.